# Hanuš Goldscheider
Hanuš Goldscheider (28. října 1921 Plzeň – 28. února 2001 Praha) byl československý golfista a golfový funkcionář.

## Osobní život
Narodil se a maturoval na klasickém gymnáziu v Plzni. Kvůli svému židovskému původu byl 24. 11. 1941 deportován vůbec prvním transportem (Ak) do koncentračního tábora Terezín, v prosinci 1943 do Osvětimi, o rok později do Schwarzheide (jeden z pobočných táborů Sachsenhausenu), odkud se na sklonku války vrátil pochodem smrti do Terezína. Svému bratrovi Františku Goldscheiderovi na konci pochodu smrti zachránil život, a tak ze 49 Goldscheiderů přežili holokaust jako jediní dva.[zdroj⁠?!]
Po roce 1948 byl kvůli svému původu a protikomunistickému postoji perzekvován a krátce vězněn, byl nucen vystřídat řadu zaměstnání, ale paralelně se začal věnovat golfu jako hráč (TJ Slavia) a především organizátor. Podílel se na obnově golfu, který byl v roce 1952 v ČSSR jako sport eliminován a teprve v roce 1968 legalizován, kdy se také Hanuš Goldscheider jako spoluzakladatel Československého golfového svazu stal jeho mezinárodním tajemníkem a ve funkci setrval po celou dobu jeho existence do roku 1989. Podílel se na začlenění Československého golfového svazu do Evropské golfové asociace a Mezinárodní golfové federace a na popularizaci golfu doma i na jeho reprezentaci v zahraničí. Zasloužil se o konání čtyř amatérských mistrovství Evropy v ČSSR/České republice v letech 1979-98 a jeho iniciativou byla také v roce 1990 založena Profesionální golfová asociace (PGA) České republiky.

## Funkce a členství
V roce 1993 se stal prvním prezidentem České golfové federace a zůstal jím až do své smrti v roce 2001. Byl jako první uveden v roce 2000 do Síně slávy českého golfu. Byl členem Championship Committee při Evropské golfové asociaci, jako první Východoevropan členem prestižního Royal & Ancient Golf Club of St Andrews, kde v letech 1993–96 zastupoval Evropu v komisi pro stanovení pravidel celosvětového golfu (Rules of Golf Committee) a v letech 2000-2001 zasedal v komisi určující amatérský statut golfistů (Amateur Status Committee).

## Turnaje, nadace a pocty in memoriam
Po Hanušovi Goldscheiderovi je pojmenována nadace a dva každoroční české turnaje, Memoriál Hanuše Goldscheidera a President Goldscheider Trophy. Je po něm také pojmenovaná ulice, která prochází golfovým hřištěm v Motole, na jehož výstavbě a otevření v roce 1974 měl Hanuš Goldscheider významný podíl. V jeho rodné Plzni je po celém rodu Goldscheiderů pojmenována jak ulice, tak i autobusová zastávka.

## Galerie

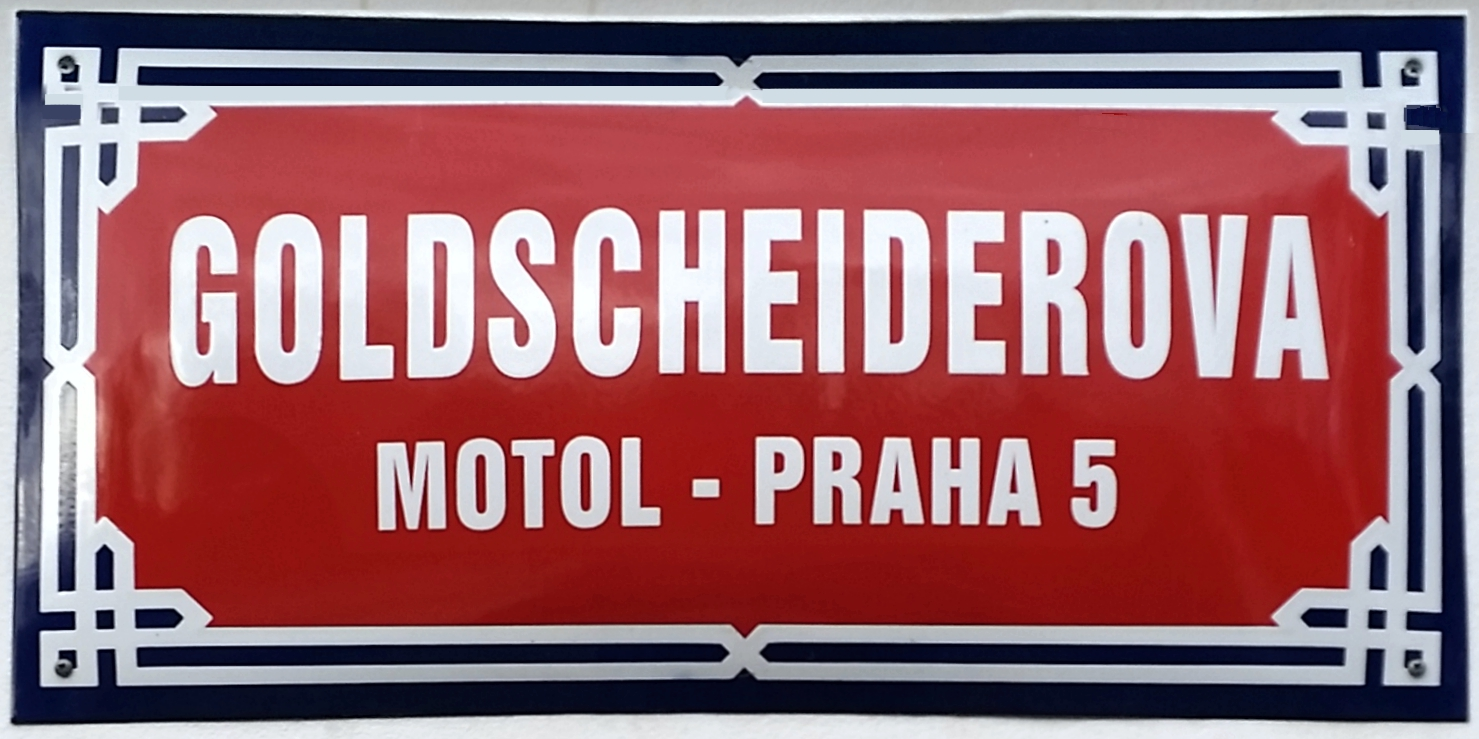
Goldscheiderova ulice Praha 5